# Lelio Brancaccio (arcivescovo)
Lelio Brancaccio (Napoli, 1537 – Napoli, 1599) è stato un arcivescovo cattolico italiano.

## Biografia
Di origini napoletane, il 20 giugno 1571 fu nominato arcivescovo metropolita di Sorrento. Il 5 luglio 1574 fu trasferito alla sede arcivescovile metropolitana di Taranto. Molte notizie dello stato dell'arcidiocesi tarantina nel Cinquecento si hanno grazie alla visita pastorale che compì nel 1577. Durante quelle visite incoraggiò l'uso del rito latino anche in località ancora legate al rito greco.